# Trait de mouvement

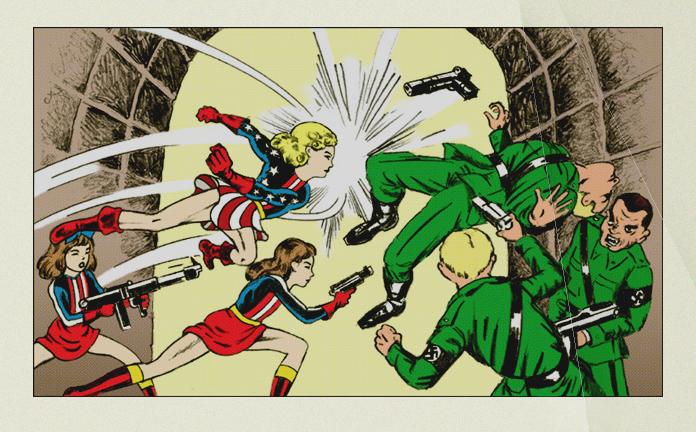
Les traits de mouvement permettent de donner une impression de vitesse dans un dessin.

Un trait de mouvement, ou ligne de mouvement, ou trait de vitesse, est un procédé de dessin utilisé dans la bande dessinée (comics, bande dessinée franco-belge...).
Les traits de mouvement donnent une impression de mouvement dans un dessin, ils suggèrent la perspective et attirent l'attention de l'œil vers un endroit précis.
Les traits de mouvement sont utilisés pour créer de la dynamique dans le dessin, ou combler un vide dans une case sans décor. Ils ne doivent pas être confondus avec les emanata qui expriment les émotions d'un personnage, tels que des gouttes de sueur pour la peur, par exemple.
Ils s'appliquent aux personnages comme aux objets.

## Galerie

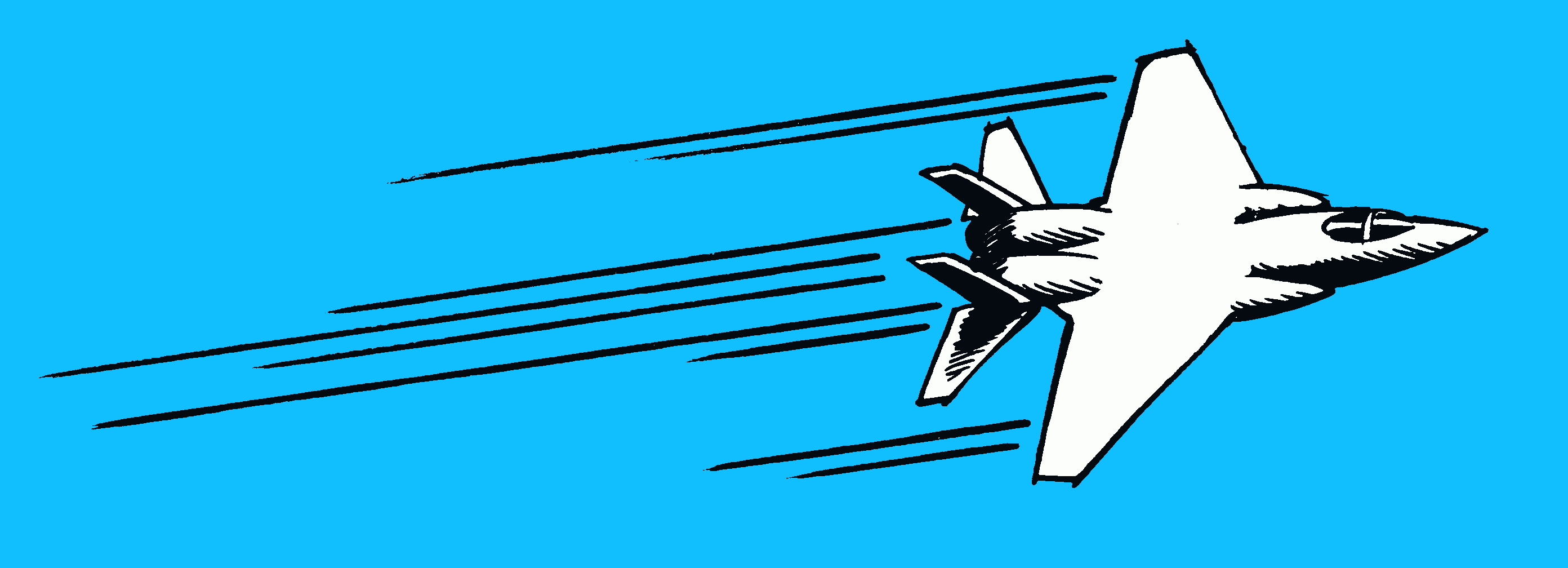
Dessin d'un avion avec des lignes de mouvement pour indiquer qu'il se déplace rapidement.
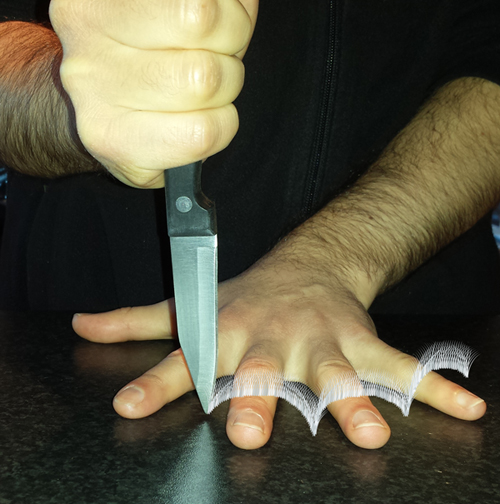
Ajout de lignes de mouvement avec un logiciel d'édition de photos, pour suggérer le mouvement.